# اثلزویل (آلاباما)
اثلزویل (به انگلیسی: Ethelsville) شهرکی در شهرستان پیکنز ایالت آلاباما است که مساحت آن ۱٫۴۷ کیلومتر مربع است و در سرشماری سال ۲۰۱۰ میلادی، ۸۱ نفر جمعیت داشته و تراکم جمعیتی آن، ۵۵٫۱ نفر در هر کیلومتر مربع بوده است.